# NGC 935
NGC 935 (również PGC 9388 lub UGC 1937) – galaktyka spiralna (Sc), znajdująca się w gwiazdozbiorze Barana. Została odkryta 18 września 1885 roku przez Lewisa Swifta.
W galaktyce tej zaobserwowano supernową SN 2006F.
NGC 935 znajduje się w fazie zderzenia z galaktyką IC 1801. Obie te galaktyki zostały skatalogowane jako Arp 276 w Atlasie Osobliwych Galaktyk.